# 윤영서
윤영서(1995년 1월 1일 ~ )는 대한민국의 전직 스타크래프트 II 프로게이머이다. TaeJa라는 아이디를 사용하며, 종족은 테란이다.
게이머 초기에는 ZeNEX와 SlayerS에서 활동하기도 했다.
2016년 6월 2일 은퇴를 공식 발표했다.
2018년 군복무를 마치고 전 소속팀 Team Liquid에 재입단하며 현역선수로 복귀하였다.

## 주요 성적
스타크래프트 II : 프리미어 개인리그 우승 11회, 준우승 2회
- 2010년 TG-Intel 스타크래프트 II OPEN Season 1 32강
- 2011년 PEPSI 글로벌 스타크래프트 II 리그 Aug. Code A 4강
- 2011년 소니 에릭슨 글로벌 스타크래프트 II 리그 Oct. Code S 32강
- 2011년 소니 에릭슨 글로벌 스타크래프트 II 리그 Nov. Code S 32강
- 2012년 핫식스 2012 글로벌 스타크래프트 II 리그 시즌 1 Code A 12강
- 2012년 핫식스 2012 글로벌 스타크래프트 II 리그 시즌 2 Code S 8강
- 2012년 MLG 2012 Summer Season Arena 우승 - 상금 : $10,000
- 2012년 무슈제이 2012 글로벌 스타크래프트 II 리그 시즌 3 Code S 8강
- 2012년 핫식스 2012 글로벌 스타크래프트 II 리그 시즌 4 4강
- 2012년 ASUS ROG Summer 2012 우승 - 상금 : $13,000
- 2012년 MLG 2012 Summer Season Championship 3위
- 2012년 DreamHack Open: Valencia 우승 - 상금 : $10,400
- 2012년 DreamHack Winter 2012 준우승
- 2012년 MLG 2012 Fall Season Championship 7위
- 2013년 핫식스 2013 글로벌 스타크래프트 II 리그 시즌 1 4강
- 2013년 2013 MLG Winter Championship 16강
- 2013년 WCS 코리아 2013 시즌 1 망고식스 글로벌 스타크래프트 II 리그 Code S 16강
- 2013년 2013 WCS Korea Season 1 챌린저리그 24강
- 2013년 DreamHack Open Summer 2013 4강
- 2013년 HomeStory Cup Season 7 우승 - 상금 : $10,000
- 2013년 ASUS ROG Summer 2013 우승 - 상금 : $10,000
- 2013년 2013 WCS 아메리카 시즌 1 챌린저리그 16강
- 2013년 2013 WCS 아메리카 시즌 2 프리미어리그 4강 (2013 WCS 시즌 2 파이널 진출)
- 2013년 2013 WCS 시즌 2 파이널 4강
- 2013년 2013 DreamHack Open: Bucharest 우승 - 상금 : $9,240
- 2013년 2013 WCS 아메리카 시즌 3 프리미어리그 16강
- 2013년 2013 WCS 글로벌 파이널 16강
- 2013년 HomeStory Cup VIII 우승 - 상금 : $10,000
- 2013년 2013 DreamHack Open: Winter 우승 - 상금 : $30,490
- 2014년 ASUS ROG Winter 2014 16강
- 2014년 IEM Season VIII - World Championship 4강
- 2014년 2014 WCS 아메리카 시즌 1 프리미어리그 8강
- 2014년 HomeStory Cup IX 우승 - 상금 : $10,000
- 2014년 2014 DreamHack Open: Summer 우승 - 상금 : $10,000
- 2014년 2014 WCS 아메리카 시즌 2 프리미어리그 8강
- 2014년 IEM Season IX - Shenzhen 우승 - 상금 : $10,000
- 2014년 2014 Taiwan Open 16강
- 2014년 2014 Red Bull Battle Grounds: Detroit 준우승
- 2014년 IEM Season IX - Toronto 4강
- 2014년 2014 WCS 아메리카 시즌 3 프리미어리그 16강
- 2014년 2014 WCS 글로벌 파이널 4강
- 2014년 HomeStory Cup X 4강
- 2014년 2014 DreamHack Open: Winter 3위
- 2014년 2015 스타크래프트 II 스타리그 시즌 1 챌린지 32강
- 2015년 2015 글로벌 스타크래프트 II 리그 시즌 1 코드 S 32강
- 2015년 IEM Season IX - World Championship 16강
- 2015년 2015 스베누 글로벌 스타크래프트 II 리그 시즌 2 코드 A 48강
- 2015년 2015 DreamHack Open: Valencia 8강
- 2016년 2016 핫식스 글로벌 스타크래프트 II 리그 시즌 1 코드 S 8강
- 2016년 2016 핫식스 글로벌 스타크래프트 II 리그 시즌 2 코드 S 16강
- 2019년 2019 마운틴듀 글로벌 스타크래프트 II 리그 시즌 3 코드 S 32강